# Председнички избори у Турској 2023.
Председнички избори у Турској заказани су за 14. мај 2023. године заједно са парламентарним изборима. Турски ће бирачи бирати председника на мандат од пет година. Председник Реџеп Тајип Ердоган позвао је на одржавање ранијих избора за 14. мај 2023. године док је редовни датум за изборе био 28. јун исте године. Међутим, ранији датум одржавања избора у питање је иницијално довео катастрофалан земљотрес у Турској и Сирији 2023. године који је подстакао позиве за одгађање датума избора. Ердоган је потписао декрет о одржавању избора 14. маја 2023. године 10. марта 2023. Процењује се да ће укупно 64 милиона бирача гласати на изборима, 60,9 милиона у Турској и 3,2 милиона у иностранству.

## Контекст
Претходни општи избори одржани су 24. јуна 2018. године. Избори су обележили прелаз земље из парламентарног система у председнички, што су уско бирачи званично и потврдили у контроверзном уставном референдуму из 2017. године. Ти су избори резултирали победом актуелног председника Ердогана, који се на тој функцији налази од 2014. године, а водећи је политичар у земљи од 2003. године када је постао премијер Турске. У међувремену, владајућа Странка правде и развоја (АКП) први пут од јуна 2015. године изгубила је апсолутну већину у Великој народној скупштини Турске, присиљавајући ју да се ослони на коалиционог партнера, националистичку Странку националног покрета.

## Резултати
*Мухарем Инџе је поукао своју кандидатуру 11. маја 2023. године.
| Кандидат                       | Кандидат                       | Странка                        | 1. круг 14. мај 2023. | 1. круг 14. мај 2023. | 2. круг 28. мај 2023. | 2. круг 28. мај 2023. |
| Кандидат                       | Кандидат                       | Странка                        | Гласови               | %                     | Гласови               | %                     |
| ------------------------------ | ------------------------------ | ------------------------------ | --------------------- | --------------------- | --------------------- | --------------------- |
|                                | Реџеп Тајип Ердоган            | Странка правде и развоја       | 27.133.837            | 49,52                 | 27.725.131            | 52,16                 |
|                                | Кемал Киличдароглу             | Републиканска народна странка  | 24.594.932            | 44,88                 | 25.432.957            | 47,84                 |
|                                | Синан Оган                     | Независан (Савез предака)      | 2.831.208             | 5,17                  |                       |                       |
|                                | Мухарем Инџе*                  | Отаџбинска партија*            | 236.097               | 0,43                  |                       |                       |
| Укупно                         | Укупно                         | Укупно                         | 52.972.968            | 100,00                | 51.418.365            | 100,00                |
|                                |                                |                                |                       |                       |                       |                       |
| Важећи гласови                 | Важећи гласови                 | Важећи гласови                 | 52.972.968            | 98,11                 | 51.418.365            | 98,70                 |
| Неважећи гласови               | Неважећи гласови               | Неважећи гласови               | 1.020.297             | 1,89                  | 674.909               | 1,30                  |
| Укупно гласова                 | Укупно гласова                 | Укупно гласова                 | 53.993.265            | 100,00                | 52.093.274            | 100,00                |
| Регистровани гласачи/излазност | Регистровани гласачи/излазност | Регистровани гласачи/излазност | 64.190.651            | 88,84                 | 64.197.419            | 85,72                 |
| Извор: Агенција Анадолија      |                                |                                |                       |                       |                       |                       |